# فالري جارت
فالري جارت (بالإنجليزية: Valerie Jarrett)‏ هي سياسية أمريكية من أصول أفريقية. ولدت في 14 نوفمبر سنة 1956 لأبوين أمريكيين في شيراز في إيران. وهي مستشار أول ومساعد الرئيس للشؤون العامة والمشاركة الحكومية الدولية لإدارة الرئيس باراك أوباما.